# Pulau Aro (Tabir Ulu)
Pulau Aro is een bestuurslaag in het regentschap Merangin van de provincie Jambi, Indonesië. Pulau Aro telt 2611 inwoners (volkstelling 2010).